# Lembeek
Lembeek (fr. Lembecq) – dzielnica (deelgemeente) miasta Halle w Belgii, w Regionie Flamandzkim, w prowincji Brabancja Flamandzka, w okręgu Halle-Vilvoorde. 1 stycznia 2020 roku liczyła 7768 mieszkańców. Do 31 grudnia 1976 samodzielna gmina. Leży nad rzeką Senne oraz Kanałem Charleroi–Bruksela.

## Demografia
Liczba mieszkańców, stan na 1 stycznia:
| Rok                | 1900 | 1930 | 1970 | 2020 |
| ------------------ | ---- | ---- | ---- | ---- |
| Liczba mieszkańców | 4280 | 5932 | 6201 | 7768 |